# 七海ひな
七海 ひな（ななみ ひな、1993年11月30日 - 2022年死亡？）は、日本のAV女優である。広島県広島市出身。

## 経歴
18歳まで広島で過ごし、歯科衛生士の勉強のために一時東京を目指すものの母に反対され、広島で5年間は歯科衛生士として勤務した。
母が子宮頸がんになり、5年の闘病を経て死去。何もできない自分に苛立ち、空虚さも感じて落ち込んだが、友人に励まされ、今の自分に正直になろうと承認欲求から地元でキャバクラ嬢となった。店で売り上げ1位になることができ、TikTokで9万人のフォローを獲得。次の目標を考えたところ、キャバクラの客に「明日花キララに似てる」といわれたことを思い出し、AV女優を志す。デビュー時の所属事務所はシエロ（2019年4月-2020年4月）。芸名は七瀬ひな。
企画女優として華々しいデビューはしていないが次第に人気が出始め、2019年「月刊FANZA」主催「このAV女優がすごい!2019年夏」総合部門、新人部門でダブル優勝。MGS動画の2019年9月度サイト内検索ランキングAV女優部門1位を獲得。2020年「月刊FANZA」4月号で発表された「このAV女優がすごい!2020冬」新人部門5位を獲得。
2020年5月10日、自身のTwitterにてライフプロモーションへの移籍と七海ひなへの改名を発表。
同年の9月30日にライフプロモーションのTwitterにて退所が発表される。同年10月23日、自身のTwitterにてティーパワーズへの所属を発表。
2020年12月、「イラマチオ研究所」主催「イラマ・オブザイヤー2020」大賞受賞。
2025年、自殺したことがXで伝えられた。

## 人物
見た目からギャル出身、元ヤンと言われがちだが中高とお嬢様学校で育ち、歯科衛生士の学校も首席で卒業した才女。歯科衛生士時代には、副医院長と昼休憩中に個室でセックスしていた。
父が広島東洋カープファンだったため、幼少時から広島市民球場に足しげく通っていた。MAZDA Zoom-Zoom スタジアム広島での売り子経験もある。
初体験は16歳で相手は広島在住のプロ野球選手。12球団制覇を公言している。スポーツ少女であったため学生時代は陸上競技に打ち込んでいたが、喘息持ちのため長距離はあきらめ短距離を専門に行い、小学生時代には全国10位ほどの成績だった。
体毛が全体的に薄く、ヘアの処理はしていないが元々Iライン、Oラインは生えていない。ウエストはデビューからのセックスで細くなったことを自称しており、50センチから53センチを行き来している。
苦手なタイプは、いい大人なのに言葉の使い分けや礼儀ができていない人。
韓国好きである事から、ファンの愛称=【ひなペン】。※韓国語でファン=ペンに由来。
アダルトビデオ芸人リボルバー・ヘッドから、最高レベルのフェラチオを駆使していると紹介され、フェラチオ名を「J○Yフェラ」と名付けられた。
もしもセックスが出来なくなったら「死んでも別にいいかな」と思っている。

## 作品

### アダルトビデオ
総集編を除く

#### 2019年
- エスカレートするドしろーと娘 307 ひなちゃん22さい（4月5日、プレステージ）
- 近所の人妻に利尿剤入りの飲み物を飲ませトイレを封鎖！ 覗かれているとも知らずジョボジョボ野ション恥じらいで興奮気味の彼女に追い討ちをかけ2穴パックリ！恥ずかし騎乗位で大量中出し！ (5月3日、プレステージ）
- 【VR】酔っぱらって動けなくなった泥●キャバ嬢を密かに犯して生中出し 七瀬ひな（5月10日、ケイ・エム・プロデュース）※配信のみ
- 【素人ナンパ】クラブで声掛けトイレで即フェラそのままホテルへGO！(5月12日、MERCURY[マーキュリー]　)
- 【VR】イチャつきピンサロで媚薬を竿にぬったら汗だくで本番してもらえて大満足！ 七瀬ひな（5月15日、4K VR）※配信のみ
- 【VR】バニーガールズバーにいったら何と相思相愛！連続射精でもうキンタマカラカラ 七瀬ひな（5月23日、4K VR）※配信のみ
- ひな 1（5月25日、俺の素人）※配信のみ
- ひな 2（5月25日、俺の素人）※配信のみ
- 本日、午後半休。働くシロウト娘AV出演 都内ウェブ会社広報勤務ひなさん25歳 Vol.001(6月7日、プレステージ)
- 超カワイイ美女、ひなちゃんがエッチな姿を初披露！生ハメ中出しで超エッチな顔出し動画に仕上がったよ。(6月12日、MERCURY[マーキュリー]　)
- 腰つきが只者ではない！ウエスト53cmの神くびれギャル！腰が細い＝マ○コが狭い！卑猥な音を鳴らしながら亀頭をこねくり回すグラインド騎乗位！ゴリゴリ喉奥に押し当てるガチイラマ！騎乗位×背面座位×顔面騎乗とにかく男にまたがって快楽を貪る女＜エロい娘限定ヤリマン数珠つなぎ！！～あなたよりエロい女性を紹介してください～30発目＞（7月1日、プレステージプレミアム）※配信のみ
- 「まだイッたらだめだよっ！」 美少女に焦らされまくり！極限の勃起状態！暴発寸前の地獄の快楽！極上スロー手コキ（7月5日、プレステージ）
- 本気（マジ）口説き ナンパ→連れ込み→SEX盗撮→無断で投稿 イケメン軟派師の即パコ動画 25(7月12日、プレステージ)
- ひな（7月29日、おっぱい研究所）※配信のみ
- ななこ（21） 推定Dカップ 山梨県石和温泉で見つけた女子大生 タオル一枚 男湯入ってみませんか？（8月8日、SODクリエイト）※配信のみ、ななこ名義
- ひな先生（8月9日、FC3@素人パコパコ動画）※配信のみ
- N・Hさん（8月18日、俺の素人）※配信のみ
- 夫に全く相手にされないSEXレスのアラサーの人妻が体のラインがまだ綺麗なうちにとプロのカメラマンに写真を撮ってもらう事にした。初めは水着か…（8月19日、お夜食カンパニー）
- ラグジュTV 1145 経験人数驚異の3桁越え？！初体験は某プロ野球選手！？美スタイルと大人可愛いルックスが魅力的な性豪女医が登場！自分のテクニックを試したい…男優さんのテクニックを体験したい！数々の男を乗り回してきた騎乗位での官能的な腰使いは圧巻！（8月21日、ラグジュTV）※配信のみ、高宮美鈴名義
- 【VR】高飛車OL面接官のパンスト中出し逆セクハラ圧迫面接 七瀬ひな（8月21日、ケイ・エム・プロデュース）※配信のみ
- ひな先生 2（8月23日、FC3@素人パコパコ動画）※配信のみ
- 土下座状態で身動きできない僕に足コキしてくる美脚お姉さま2（8月25日、プレステージ）
- リアルストーカー(8月27日、MERCURY[マーキュリー]　)
- あすか（8月28日、素人ホイホイZ）※配信のみ、あすか名義
- このギャルエロ過ぎ！尻の穴までベロッベロと舐め回す天性のエロポテンシャル！美乳・美尻・美脚！欲情を促すエロビキニで連日逆ナン→チ○コをお持ち帰り！！この夏NO.1の圧倒的くびれボディから放たれる波打ち騎乗位でチ○コをもてあそぶ小悪魔ビッチギャル降臨inナイトプール！！（9月7日、プレステージプレミアム）※配信のみ
- ひな（9月10日、ゲリラ）※配信のみ、ひな名義
- 【公園】の便所でも喉フェラしちゃうギャル☆ビッチ 七瀬ひな（9月12日、MERCURY[マーキュリー]）
- ＃ちょうゆとりちゃん 08.ひなぴっぴ（9月13日、プレステージ）
- ジム媚薬’スポーツジムで汗をかきながら運動しているスポーツウーマンのドリンクに媚薬を混ぜてイカセまくる！鍛え上げた身体も媚薬には勝てずに失禁しながら快楽堕ち…！（9月13日、ケイ・エム・プロデュース）※ひな名義
- 人妻のムチ尻ピタパンに大興奮しびれ薬で無抵抗状態で拘束バイブ挿入パンティ固定でイキ潮ブシャ噴射（9月13日、S級素人）
- 新卒社員お貸しします。VOL.001（9月13日、S級素人）
- ひな（9月13日、俺の素人）※配信のみ、ひな名義
- あいり（9月16日、エチケット）※配信のみ、あいり名義
- 【VR】謝罪に来た美人人妻に土下座をさせてエロイ事を強要し生ハメ中出し謝罪SEX！ 七瀬ひな（9月18日、ケイ・エム・プロデュース）※配信のみ
- 玄関開けたら即イラマ！！突撃イラマ10人隊！若妻編（9月19日、アパッチ）
- ひなさん（9月20日、しろうとまんまん）※配信のみ
- 隣で妹が寝ているのに音を消さずにAVを観る兄。それに気付いた妹は見て見ぬフリをしようとするが股間は言う事を聞かず…2（9月20日、プレステージ）
- 超肉食ギャルじゃけえ！ナンパ待ちのチ○コハンターギャルはスレンダーボディで美乳の高スペック！「時間の無駄けん♪」と即ホ上等の100人斬りで鍛えた百戦錬磨のフェラ＆超グラインド騎乗位でナマち○こ大量暴発必須！！ /ラブホドキュメンタリー休憩2時間（9月22日、プレステージプレミアム）※配信のみ
- 大早漏で超連続フェラチオ2～早漏男子の射精事情～（9月25日、SEX Agent/妄想族）
- 現役ナースが身動き取れない童貞患者を優しくセックス看護！献身的で優しい騎乗位で童貞筆下ろしSEX！2（9月27日、プレステージ）
- ひなぴっぴ2（9月27日、しろうとまんまん）※配信のみ
- 「アタシが童貞…奪ってあげよっか？」小心者の僕に、オフィスでエロ誘惑！！勇気も振り絞らずにラッキーセックス！？いつも一緒に働くあの娘は、AVで言うところのとんでもない痴女だったんだ…。(10月1日、OFFICE K’S)
- 萌（10月2日、IONイイ女を寝取りたい）※配信のみ、萌名義
- 【完全主観】方言女子 広島弁 七瀬ひな（10月4日、h.m.p）
- ひな2（10月10日、俺の素人）※配信のみ
- 濡れてテカってピッタリ密着 神スク水 七瀬ひな 可愛い女子のスクール水着姿をじっとりと堪能！着替え盗撮から始まり貧乳から巨乳にパイパン、ハミ毛、ジョリワキ等のフェチ接写やローションソーププレイやスク水ぶっかけに生中出し等を完全着衣で楽しむAV 七瀬ひな（10月10日、親父の個撮）
- 生徒を誘惑するヤリマン女教師 貞操観念崩壊中 ひな先生（仮名）27歳(10月11日、S級素人)
- 素人女子大生ナンパ！SEX の途中でコンドームポイっ！デカち●ぽ気持ちよすぎて涙目アへ顔お嬢さんに『ピル飲んでよ』イケボで生ハメ交渉。ま●この中にぶっ放した後、アフターピル飲む姿まで完全収録！（10月11日、赤面女子）※ひなさん名義
- 【VR】新開発！超精細カメラ撮影 七瀬ひなの卑猥動画配信（10月11日、CASANOVA）※配信のみ
- 【海の家ナンパ】 「挿れようとしてる～」って可愛く拒否るから調子に乗って 乳首舐め→チンコ洗い→素股 のお願いついでに中出しSEXしました。（10月11日、ケイ・エム・プロデュース）
- 2画面で見るパンティの濡れゆく過程が良くわかる 濡れ染み本気オナニー（10月13日、アロマ企画）
- 《舌を出来るだけ深く突っ込むこと》が社則のアナル舐め株式会社（10月13日、アロマ企画）
- 【変態バイト】いきなりバリカタち●ぽにさせてくれるゴム無しOKのドM娘2名を派遣します。（10月19日、チキチキカマー/妄想族）
- 大嫌いなオヤジ相手なのにすんごい腰フリ！町田で見つけたオヤジ殺し高速騎乗位ギャルとハメまくった週末の記録ビデオ(10月19日、kira☆kira)
- 【VR】酔っぱらったキャバ嬢が暴走し犯●れたボク。七瀬ひな（10月24日、ケイ・エム・プロデュース）※配信のみ
- 川崎のハロウィンイベント帰りの鬼かわコスプレギャルをゲット！渋谷で遊び歩くパリピ特有のノリで向こうからキスされ戸惑う田舎者男優www情けない姿を払拭するためにガンガン腰を振りまくりの巻（10月27日、ナンパTV）※配信のみ
- 日本代表NTR スポーツバーで観戦中にドサクサにまぎれて揉みまくられた僕の彼女4（11月2日、JET映像）
- ゲスの極み映像 ギャル36人目(11月8日、プレステージ)
- 【ハロウィン 2019 in 渋谷】スタイル抜群セクシーくびれポリス＆魅惑のマシュマロボディを持つノーパンバニーを捕獲！！ホテル飲みでテンションMAX！！胸元もおま○こも大開放！！二人揃って大量潮吹きフェスティバル！最強痴女コンビが乱交ハロウィンパーティーナイトで大騒ぎ！（11月9日、プレステージプレミアム）※配信のみ
- モテる若妻の淫風の日々～あたりまえの‘ごっくん中出し連続絶頂’が不倫相手を虜にさせる(11月13日、バルタン)
- ナマ撮れ素人流出動画 06(11月15日、プレステージ）
- 居酒屋で働く美脚ギャルバイトを勤務中に黒スト痴●で何度もイカせてみたところ(11月15日、プレステージ）
- 【千人斬りギャル】22歳【エロ過ぎるヤリマン】ひなちゃん参上！原宿で美容師をしている彼女の応募理由は『男優の肉棒味わいにきましたw』おチ○ポ大好き無類のヤリマンギャル！【三度の飯よりチ○ポ好き】&【乳首でイケる敏感BODY】髪を切らずに男を斬りまくる極エロヤリマンギャルのSEX見逃すな！（11月19日、ARA）※配信のみ
- 親族相姦 きれいな叔母さん 七瀬ひな(11月24日、VENUS)
- 超ドS痴女のオナ指示～変態ドMを快楽へと導く絶頂コントロール(11月25日、SEX Agent/妄想族)
- 【VR】リア充体験密着SEX 七瀬ひな（11月28日、ケイ・エム・プロデュース）※配信のみ
- ラグジュTV 1188 妖艶すぎる美人女医再び！変わらない美スタイルや騎乗位の官能的な腰使いは健在。細い腰を掴み、後ろから穿たれるとビクビクと体を震わせて快感に酔いしれる。（11月29日、ラグジュTV）※配信のみ、高宮美鈴名義
- 最高の愛人、濃密な中出し性交 File.2 元モデル・淫乱スレンダー美女 七瀬ひな(12月6日、h.m.p)
- 反則級にエロカワ（・∀・）イイ！！ 激カワ娘がチ●ポと合体 エロギャル天使たち！3時間！！(12月12日、MERCURY[マーキュリー])
- 【VR】超精細カメラ撮影 超仲良しエロラブカップル体験～ナースの彼女のエッチな悪戯～七瀬ひな（12月13日、CASANOVA）※配信のみ
- 女体化TSFワニ痴●修学旅行で悪友たちに温泉で強●女体化させられた僕はワニチ◎ポで何度も、雌イキさせられて…(12月13日、プレステージ）
- 母性を無限増幅できる催●ガラガラをゲッツ！健康優良不良少女の妹に使ってみたら…(12月13日、プレステージ）
- 喉マ●コ中出し ギャルイラマチオ 七瀬ひな(12月13日、ケイ・エム・プロデュース)
- 【VR】buz流ホワイトハンズ！不妊治療の一環で精子チェック！発射した精子を上手くキャッチ出来ない新米ナースのひなちゃんに何度もイカされまくった挙句中出しキャッチ！ 七瀬ひな（12月17日、VR buz）※配信のみ
- 【ヤリマン殿堂入り】鉄板娘のドスケベハメ撮り動画！VOL.01(12月19日、チキチキカマー/妄想族）
- 【盗撮】制服娘とナマパコしたので隠し撮り動画を販売します。 (12月19日、チキチキカマー/妄想族）
- 終わらない杭打ちピストンフェラチオ～我慢しないでイキまくった結果死ぬほど連射した～(12月25日、SEX Agent/妄想族）
- 催●凌● 七瀬ひな 上巻(12月25日、催●RASH)
- ベビーカーを押しながらラブホテルに入る援交ギャル妻は騎乗位で生ハメしながら手コキをする凄テク★クソビッチ ひなさん 21歳(12月26日、DANDY)
- からだがかたりたがーる 地元でハメハメ 七瀬ひな(12月28日、HMJM)
- み○ょぱみたいな読モになりたくて上京した【パパ活】専門学校生GAL ひなちゃん 七瀬ひな(12月28日、JUMP)

#### 2020年
- 【妄想主観】広島弁がぶち可愛いお姉ちゃんメイド　七瀬ひな（1月6日、ONETIME)※配信のみ
- 痴●対策で海の家の護身術道場に来た水着ギャルはスキだらけでヤリ放題w稽古中に密着セクハラ仕掛けたら…（1月10日、プレステージ）
- 激熱 NANASE HINA/七瀬ひなFact，五十嵐かな（1月12日、MERCURY[マーキュリー]）
- 媚薬オイルマッサージ 痴●盗撮＆中出し素人娘VOL.16 超強力媚薬を配合したマッサージオイルを施術中に知らずに塗りこまれたオンナは、身体の火照りに驚き、チ○ポを欲しがる自分に戸惑い、垂れ出したマン汁に恥ずかしがりながらも生ハメ中出しまで欲してしまう！（1月15日、西新宿マッサージ本舗）※配信のみ
- オレのチ●ポ無しでは生きていけない弟の嫁 七瀬ひな（1月17日、ケイ・エム・プロデュース）
- 欲求不満で唾液ダラダラ喉マチオするチ●ポ大好きギャルママGET（1月19日、kira☆kira）
- スレンダー美ギャルの映え潮連発の濃厚全身リップSEX！！「オジサン専用だよ♥」とマン汁滴らせて跨りガンキでガチイキ！！手マンで即潮の映える流れでオジチ○ポ生挿入で即イキ&ハメ潮！！最後は子宮ブチ当て濃厚中出し！！炸裂！！＜おじさんずラブ006：ひな＞（1月21日、プレステージプレミアム）※配信のみ
- 催●凌● 七瀬ひな 下巻（1月25日、催●RASH）
- 「うち、ハメ潮を男の顔にブッカケることがバリ快感じゃけん」必殺・鬼騎乗位でそのままハメ潮ブシャー！おしっこブシャー！生粋の痴女気質のギャルビッチに会いに広島に乗り込んだった。→ワイ、完敗。 七瀬ひな（1月27日、MERCURY[マーキュリー]）
- まさか、息子の嫁が…義父に不倫現場を目撃された不貞妻 七瀬ひな（2月1日、プラネットプラス）※電子書籍も有り
- 最強☆渋谷アパレル店員ギャルビッチひな＆しずく「プライベート悪ノリはちゃめちゃ動画、公開しまーす」（2月1日、キチックス/妄想族）
- 中出し以外SEXじゃない！と極論を展開するギャルダンサーを彼女としてレンタル！口説き落として本来禁止のエロ行為までヤリまくった一部始終を完全REC！！ギャルギャルしい見た目とは裏腹に九州弁で甘えてくるギャップ萌えデートを楽しんだ後はホテルでエロランジェリー生ハメSEX！！セルフイラマの神は責めても受けても極上ドエロい！！【中出し&おねだり2回戦】（2月2日、プレステージプレミアム）※配信のみ
- 寝取らせ願望のある夫に頼まれてブサメンの僕を誘惑した奥さんは、僕とのセックスが気持ち良すぎて本当に僕のものになっちゃった！秘かに憧れていた僕は大歓迎。覗かれているとも知らずに無我夢中で中出し。すると奥さんが僕のことが好きだと言いだした！！（2月7日、VENUS）
- 家まで送ってイイですか？ case.153 騎乗位！また騎乗位！そしてまた騎乗位！小指ほどのデカクリをこすりつけ何度もイク！⇒広島弁で口説く！成功率99.9％の逆ナン術⇒ルイ〇ィトン狂！今日の着こなし総額350万⇒T〇kt〇kフォロワー90000人のインフルエンサー⇒キスの天才！男のアナルドリル舐め⇒球界を食べ尽くした女…ヤッた選手の総年俸20億越え！（2月7日、ドキュメンTV）※配信のみ、典子名義
- 喉奥イラマで絶頂するドM 男のヨガり顔に興奮するド変態広島弁女子（2月13日、アポロ/妄想族）
- 母の再婚相手に妹が犯●れているのを見てクズ勃起。 七瀬ひな（2月13日、MOODYZ）
- 新生中出し東京ヤリマンカリスマギャル女子●生＋ Vol001（2月14日、S級素人）※ひなっち名義
- 夫婦崩壊 鬼畜隣人に堕とされ、性調教された若妻 寝取られイラマ地獄 七瀬ひな（2月25日、オーロラプロジェクト・アネックス）
- 親の再婚で姉弟になった広島弁まるだしの綺麗な義姉と恋に落ちて何度もハメ続けた純愛記録 七瀬ひな（2月25日、h.m.p DORAMA）
- 義父NTR 俺の出張中に… 嫁が大嫌いな義父に寝取られて その一部始終が納められた衝撃映像がこれだった…。 七瀬ひな（2月25日、マドンナ）
- 【VR】シティボーイ（東京出身）というだけで片田舎から出てきた地方女子に大モテ！ バリバリ方言で告白されて勃起した僕を奪い合うASMRハーレム王様ゼミ飲みVR（2月27日、kawaii*）※配信のみ
- 神アプリで知り合ったエロカワ現役女子大生に生中出し（2月28日、ケイ・エム・プロデュース）
- 広島弁淫語足コキ！！根っからスキモノギャルが東京チ○コを狩り尽くす！？「ぶち固うなっとるww」地元で猛威を奮った乳首いじめ手コキでたじたじフル勃起！！ガッツリ生ハメで騎乗位スタート！！さすがは中国地方No.1ヤリマン！？ /ラブホドキュメンタリー休憩2時間/50（3月7日、プレステージプレミアム）※配信のみ、みすず名義
- 黒パンスト女子社員の熱烈足コキ・顔騎 スカートを短くして、僕を誘惑してくる同僚にオロオロしていると、女子から抱きついてきてキスされた！大きくなったチ○ポを楽しそうにイジってきてパックリ喰べられちゃった！（3月12日、SWITCH）※他2名共演
- 苦しい家計を体で補填 七瀬ひな（3月13日、なでしこ）
- 【超絶騎乗位！】ビッチな美人OL（広島系）と温泉旅館お籠りハメ撮り 七瀬ひな（3月13日、オーロラプロジェクト・アネックス）
- いつも見かける乳酸菌飲料訪問販売ママさんと滅茶苦茶セックスした。Vol.002（3月13日、ケイ・エム・プロデュース）※七瀬さん名義
- 【VR】HQ 劇的超高画質 「ほら、謝れよ！謝れ！」罵声を浴びせるクレーマー女に復讐（3月13日、ブイワンVR）※配信のみ
- 「息子とのSEXを残しておきたい…。」母と息子の近親相姦メモリアル撮影が一転息子より相当グロい極太デカチンを目の前にした母親が我が子の目の前で…。寝取らせ調査（3月13日、ケイ・エム・プロデュース）※ひな名義
- 【VR】ナイトルーティンVR【ギャル系彼女とリアル同棲】深夜のド〇キにいるDQNカップル体験！超ダラダラゆるゆるなラフな日常SEX！（3月19日、SODクリエイト）※配信のみ
- バミューダ7周年特別企画 バミューダ諸島で体験した巨チン黒人との人生最高のセックス！ 七瀬ひな（3月19日、バミューダ/妄想族）
- 嫁にして毎日バコバコやりたいやらしぃ女 エロ黒姉さん 七瀬ひな（3月27日、MERCURY[マーキュリー]）
- 誘惑◆美容室 七瀬ひな（4月3日、ドリームチケット）
- 広島弁が可愛すぎる僕だけのご奉仕お姉ちゃんメイド 七瀬ひな（4月3日、プレステージ）
- 素人美女ナンパ GET！！ No.211 極嬢テイスティング日本橋目抜き通り編（4月7日、桃太郎映像出版）
- 誘惑ドスケベスレンダーお姉さん（4月8日、ブイワンVR）※電子書籍
- ひな（4月10日、シロウト急便）※配信のみ
- 七瀬ひなの新米魔法使いはサキュバス！？ブリブリ魔法少女はザーメンごっくんするとヤンキー気質？な悪魔に変身するんだぜ！！（4月25日、アロマ企画）
- 七瀬ひな 催●スパークファック（4月27日、マーキュリー[MERCURY]）
- ひな（4月30日、しろうとまんまん）※配信のみ、ひな名義
- 激シコ！エロ漫画で定番の『優しいギャル』を地で行く女の子 七瀬ひな（5月1日、S-Cute）
- 【VR】VRドラマ 衝撃の光景を目撃！先輩に寝取られた！でも取り返した！ 七瀬ひな（5月1日、4KVR）※配信のみ
- 【VR】VRドラマ 大願成就！憧れの制服でセックスできた！ 七瀬ひな（5月1日、4KVR）※配信のみ
- 【VR】【まとめ買い特典あり】VRドラマ 先に僕が好きだったんだから… 七瀬ひな 完全版（5月1日、4KVR）※配信のみ
- 彼女が3日間家族旅行で家を空けるというので、彼女の友達と3日間ハメまくった記録（仮）（5月10日、アリスJAPAN）
- ハイレグファンタジー 七瀬ひな（5月13日、ミル）
- 生意気ギャルごっくんオナホ化 喉ボコ悶絶Wイラマチオ 七瀬ひな 葉月レイラ（5月13日、MOODYZ）
- プリケツギャルのショーパン食い込みエロ尻がスケベすぎて即ズボ即中出し！バチギレされると思ったらギャルも興奮しちゃって勝手にまたがる暴走杭打ちピストンでキ○タマ枯れるまで抜かれちゃった案件。（5月22日、プレステージ）
- ひな(26) S-Cute キス好きギャルと愛情たっぷりSEX（5月23日、S-Cute）※配信のみ
- ひなからの贈り物/七瀬ひな（5月23日、Superlative）※イメージビデオ
- 日本で一番奥好きオナホギャル登場！ 咽頭子宮直射中出しで絶対妊娠！喉ボコッ！腹ボコッ状態のまま何度も種付け！ 七瀬ひな（5月25日、本中）
- なな（5月25日、あの娘と今日ヤリ部屋で）※配信のみ、なな名義
- 六〇木キャバクラ現役ギャル嬢(22)をクリスマスナンパ！！生意気マ〇コを泥酔させて大量潮吹きｗｗ駅弁から顔射まで屈服SEXフルコースでデカチン沼にハメちゃいました♪（6月12日、黒船）※配信のみ
- 都内某所にあるヤンキーギャルのみが務めるガールズバーで「従わなかったら、分かってるよね？」と弱みを握った悪徳絶倫店長がヤンキーギャル店員を脅して何発も何発もお仕置きチ●ポピストンでイカセまくって中出しSEX制裁！（6月12日、ケイ・エム・プロデュース）※ヒナ名義
- 親友対決！固定ディルド腰ふり競争1000回ふらなきゃ帰れまセン！！7（6月13日、はじめ企画）※みな名義
- ヌレ濡れスケ透けレズビアン 七瀬ひな 松本菜奈実（6月19日、レズれ！)
- ヒナ（6月19日、ゲリラ）※配信のみ、ヒナ名義
- 大早漏の限界連続射精～男を何度もイかせる禁断のテクニック～（6月25日、SEX Agent/妄想族)
- 可愛い妹達が、どうやら「誰がお兄ちゃんを一番に誘惑できるかゲーム」をしているようです！！両親不在の間におマセな妹達が次々と僕に襲いかかってきて何度も中出しした1日（6月25日、h.m.p DORAMA)
- 【VR】まさかの逆転劇？合コンに失敗して意気消沈する草食系の僕が逆ナンしてきた肉食系セレブ妻達にそのままお持ち帰りされ4P痴女SEX（6月26日、マドンナ)※配信のみ
- ひな（6月27日、S-Cute）※配信のみ、ひな名義
- ヒナ（6月27日、しろうとまんまん）※配信のみ、ヒナ名義
- 【VR】チ○コ大好きスーパー銭湯の清掃員ギャルにロックオンされてこっそりサウナでアツアツ中出し体験VR 七瀬ひな（7月2日、本中VR）※配信のみ
- 原宿のタピオカ屋でバイトするド淫乱ギャル妻（ノリ軽すぎwザーメン好きすぎw）男の夢を煮詰めたような美巨乳尻エロボディを所構わず野外でご開帳◆見せたがり露出狂のセフレひなちゃんですw 七瀬ひな（7月7日、山と空/妄想族）
- 「童貞くん。抜いてやろうか？」下町育ちの義姉の下品なお誘いが魅力的で超エッチ！我慢できず手コキされたら最後…ペットのように義姉の性処理係に！（7月7日、Hunter）※ひなちゃん名義
- 学校で一番可愛かったヤンキー娘と久々の再会！童貞をバカにしてきたくせに、1度チ●ポを挿れた瞬間からカラダをビクつかせてイキまくるヤリマンにどっぷり中出し！4（7月10日、ケイ・エム・プロデュース）※ヒナ名義
- 【配信専用】【妄想再現ドラマ】10年忘れることが出来なかった最愛の人と再会SEX 七瀬ひな（7月17日、プレステージ）※配信のみ
- ヒナ（7月17日、ゲリラ）※配信のみ、ヒナ名義
- FLOWER 七瀬ひな vol.01（7月22日、ジーウォーク）※電子書籍
- 【VR】W痴女からくすぐり悶絶体験フェティシズムVR（7月22日、ワンズファクトリー）※配信のみ
- 【VR】新人く～ん？？下着のフィット感確認してください！ちょっと変わった下着メーカーに入社したら…巨乳社長ましろ杏 痴女部長七瀬ひな どM同僚水沢つぐみ（7月23日、4KVR）※配信のみ
- 【VR】ちょっと新人君！！どっちの意見が正しいと思う？ 痴女部長七瀬ひな どM同僚水沢つぐみ（7月23日、4KVR）※配信のみ
- 【VR】エロい人しかいない株式会社に転生してしまったのか？下着メーカーの新入社員になったら… 巨乳社長ましろ杏 痴女部長七瀬ひな どM同僚水沢つぐみ（7月23日、4KVR）※配信のみ
- 誘惑パンチラでオヤジをフル勃起させちゃう即パコヤリマンギャル（8月1日、MOODYZ）
- フォロワー1万人超えの有名ギャルレイヤーを個撮と称して即マンハメ撮り！！ビッチの血が騒いで偽カメラマンと速攻イチャエロ♪スレンダー美ボディ反らせてイキ狂いお口で大量ザーメン受け止めｗｗ（8月3日、黒船）※配信のみ、なな・どなどな名義
- 水着メーカーに就職したら、男はボク1人でまわりはギャル女子社員だらけ！さらにオフィスには水着で仕事する女子社員の信じられない光景が！？（8月7日、Hunter）
- Hina（8月13日、俺の素人）※配信のみ、Hina名義
- 【VR】シンプルにヌケるが一番！誘惑のボディーパーツを見抜けるVR。婬猥痴女編（8月14日、MILU VR）※配信のみ
- 寝取られマゾ夫に生ハメ浮気動画を送って嘲笑うビッチ妻 見せつけNTR動画送信（8月14日、プレステージ）
- 「おちん○んの皮を剥いてちゃんと洗わなきゃダメだよ！」2～ボクの事をいつまでも子供扱いする年の離れた姉がボクの包茎チ○ポの皮を剥いてちゃんと（8月19日、Hunter）
- 好きの裏返しで毎日僕を苛めてくるドSな後輩ギャルの鬼抜き 七瀬ひな（9月1日、MOODYZ）
- 別れた最愛の元恋人と友人の結婚式で10年ぶりに再会。密室ホテルでお互いに貪るよう求めあう一晩の情事。七瀬ひな（9月4日、プレステージ）
- 七瀬ひなベスト（10月2日、h.m.p）
- NANASEさん（10月9日、俺の素人）※配信のみ、NANASEさん名義

### 七海ひな
- 監禁家族 怖がらないで、僕の大事な幼馴染で、いて欲しいんだ 七海ひな（8月19日、ドグマ）
- 彼女が3日間帰省で家を空けるというので、元カノと3日間ヤリまくったレズビアン記録 七海ひな 枢木あおい（8月19日、レズれ！）
- 【VR】1人で居酒屋に行ったら2人のパリピギャルに逆ナンパされまさかの相席居酒屋に。 宅飲みゲームでエロい雰囲気になり密着コンビネーションで痴女られたボク。（8月19日、変態紳士倶楽部）※配信のみ
- ギャル2人がラブホで彼氏スワップ セクテク競い合いザー汁搾り尽くすチ●ポが持たないハーレム痴女3P AIKA 七海ひな（9月1日、ワンズファクトリー）
- 死ぬほど大嫌いな上司に毎日、毎日、パンストをボロボロに破かれて… 七海ひな（9月1日、MOODYZ）
- 均整のとれた美ボディ 誘惑絶頂する女（9月5日、TEPPAN）※電子書籍
- 生中出しアイドル枕営業 Vol.011（9月11日、ケイ・エム・プロデュース）※Hina名義
- ひな（9月12日、おっぱいちゃん）※配信のみ、ひな名義
- 自画撮り ヒクヒク敏感おま○こ ぬるぬるローション 白濁汁垂れ流しオナニー（9月15日、プリモ）
- 【VR】HQ 劇的超高画質 逆レ●プギャル「親友をヤリ捨てしたアンタは絶対許さない！」 最低男を拘束寸止め鉄槌！（9月17日、ブイワンVR）※配信のみ
- 制御不能 引き締まった極上ボディが淫靡な動きで快楽を貪る欲情性交。七海ひな（9月19日、TEPPAN）
- プールだよギャル大集合SP！！ベッド上で噴水潮吹きマ○コギャルとガチンコSEX！！クンニでも潮吹く敏感ケイレン白ギャル！！野外フェラでも射精寸前させる強オフェンス！！ディフェンスは激ヨワの激潮連発でケイレン連続絶頂！！/AV男優の電話帳/No.046（9月26日、プレステージプレミアム）※配信のみ、ひなちん名義
- お前の浮気動画で鬱勃起したからイラマチオで償ってもらおうか 七海ひな（10月1日、MOODYZ）
- ひな（10月1日、おっぱい先生）※配信のみ、ひな名義
- 姉妹どんぶり味わい尽くし 七海ひな/宮沢ちはる（10月15日、グローリークエスト）
- 射精管理お姉さん 広島弁で僕だけを射精管理する先生 七海ひな（10月19日、ドグマ）
- 強気なギャルを酔わせて、『ホテルでパコパコ！』するつもりが… 形勢逆転！！喉奥まで丸呑み！？濃厚イラマにチ○ポが大炎上！ ひなちゃん（年齢非公開）（10月25日、ナンパJAPAN）※ひなちゃん名義
- 日本で一番奥好きオナホギャルに1挿入1万円企画！？ 先っぽ3cmで焦らし続けて全然奥に挿れてあげない！！我慢できずに自らガポッ！っと膣喉奥挿れて何度も種付け！！ 七海ひな（10月25日、本中）
- 【VR】いいなりイラマチオペット・ひな 女子制服ギャル喉奥レ×プ 学生時代の初恋のギャルを忘れられなくて教師になり初恋相手と似ているギャルをパワハラで●すボクの執念凌●！！（11月11日、ワンズファクトリー）※配信のみ
- INGOIN GOT ECSTASY 淫靡な口から囁かれる卑猥な淫語が脳髄に響く スケベ痴女淫語 七海ひな（11月13日、AVS collector’s）
- イッた直後に即チ○ポ丸呑みお掃除フェラ喉締めバキューム連射！！ 七海ひな（11月13日、MOODYZ）
- 120％リアルガチ軟派伝説 vol.90 自粛とか気にしない水着ギャルたちと濃密＆生接触！（11月20日、プレステージ）
- 淫口ギャルエステ「チ○ポ、キンタマ、アナルがふやけるまで舐めしゃぶってアゲル」 七海ひな（11月25日、痴女ヘブン）
- NTR 隣人妻に旦那を寝取られました…小麦色の日焼け肌のGカップボディで浮気相手を寝取り返す中出しSEX　今井夏帆（11月27日、人妻花園劇場）※スペシャルコラボ七海ひな、ドラマ2部作後編
- NTR 隣人の旦那を誘惑し寝取りました…色白肌と美巨乳で村中の男を手玉に取る淫乱ビッチ妻の中出し痴女性交 七海ひな（12月25日、人妻花園劇場）※スペシャルコラボ今井夏帆、ドラマ2部作前編

### 2021年
- ひな（1月1日、れいわしろうと）※配信のみ、ひな名義
- ともみ（1月18日、ハメドリネットワークSecondEdition）※配信のみ、ともみ名義
- 普段マグロの円光ギャルが宝くじに当選したら豹変！チップを弾みながらおかわり中出し懇願され痴女られ続けたワイ。 七海ひな（1月25日、本中）
- ともみ2（1月29日、ハメドリネットワークSecondEdition）※配信のみ、ともみ名義
- 女子大生家庭教師の囁き淫語！「もう射精してるってばぁ！」状態でヌカれまくったボク…。 七海ひな（3月1日、MOODYZ）[16]
- パンモロで僕の部屋に入り浸る幼馴染の口悪純情ヤンキー娘がオンナになるまで激ピストンしまくった！ 七海ひな（3月3日、エムズビデオグループ）

### 写真集
- Naturally（2020年5月23日、ジーウォーク、撮影：安田一福）ISBN 978-4-86717-030-4

## 出演

### テレビ
- ビ〜チ9（2019年5月4日‐25日、テレビ埼玉）5月期レギュラー
- ケンコバのバコバコTV（2019年12月20日-2020年1月17日、サンテレビ、KBS京都、ぎふチャン、びわ湖放送）

## 外部サイト
- 七海ひな (@nanapiyo07177) - X（旧Twitter）
- 七海ひな (@nanapiyo0717) - TikTok
- ななひなちゃんねる - YouTubeチャンネル